# Mihaela Ionescu
Mihaela Ionescu (n. 9 mai 1949) este un fost deputat român în legislatura 2000-2004, ales în municipiul București pe listele partidului PRM. Mihaela Ionescu a fost membru în grupurile parlamentare de prietenie cu Federația Rusă și Republica Arabă Siriană.

## Legături externe
- Mihaela Ionescu Arhivat în 3 martie 2024, la Wayback Machine. la cdep.ro